# Đánh giá khí hậu
Đánh giá khí hậu là một báo cáo độc đáo, dựa trên vị trí cho những ghi chép cụ thể về biến đổi khí hậu (từ sự nóng lên toàn cầu) và các rủi ro môi trường khác. Thông tin trong báo cáo thẩm định khí hậu cho phép chủ sở hữu các ghi chép và/hoặc người sử dụng ab1o cáo tự đánh giá mức độ rủi ro biến đổi khí hậu có thể ảnh hưởng  cụ thể trong tương lai, có thể bằng cách sử dụng cả dữ liệu lịch sử và dự kiến từ mô hình khoa học để hiển thị những rủi ro tiềm ẩn đó.
Một báo cáo thẩm định khí hậu có thể bao gồm thông tin lịch sử và dự kiến trong các loại sau: giảm diện tích bờ do hiện tượng dân mực nước biển, rủi ro do bão, lốc xoáy, động đất, núi lửa, hạn hán, cháy rừng, lũ lụt, bệnh tật và ô nhiễm công nghiệp. Một báo cáo có thể tích hợp một loạt các thông tin rủi ro môi trường sau khi mã hóa địa điểm.

## Báo cáo nhà cung cấp
Dịch vụ thẩm định khí hậu, LLC được ra mắt vào tháng 11 năm 2006 với sự hợp tác của các nhà khoa học thuộc Đại học Arizona, với sứ mệnh cung cấp báo cáo khí hậu dựa trên địa chỉ cho chủ sở hữu tài sản để cho phép một kênh truyền thông biến đổi khí hậu mới. Dịch vụ Đánh giá Khí hậu đã được Hoa Kỳ xem xét vào năm 2007 trong một bài báo có tên "Trang web kiểm tra rủi ro biến đổi khí hậu của nhà bạn", cũng như các phương tiện truyền thông khác trong năm 2007 bao gồm tạp chí Nature. Dịch vụ thẩm định khí hậu, LLC đã ngừng hoạt động vào tháng 10 năm 2010 do không đủ lợi ích công cộng trong các báo cáo của mình để duy trì hoạt động liên tục.